# Brunsvigia radulosa
Brunsvigia radulosa är en amaryllisväxtart som beskrevs av Herb.. Brunsvigia radulosa ingår i släktet Brunsvigia och familjen amaryllisväxter. Inga underarter finns listade i Catalogue of Life.